# Temenica, Ivančna Gorica
Temenica este o localitate din comuna Ivančna Gorica, Slovenia, cu o populație de 155 de locuitori.